# Юлія Сендреї
Юлія Сендреї (Júlia Szendrey) (29 грудня 1828 року, Кестхей, Королівство Угорщина — 6 вересня 1868 року, Пешт, Австро-Угорщина — угорська поетеса і перекладач. Дружина відомого угорського поета Шандора Петефі

## Біографія
Юлія Сендреї народилася в Кестхей 29 грудня 1828 року в родині наглядача господарства для різних дворянських родин. Її матір'ю була Анна Галович. Юлія отримала гарну освіту, навчаючись у Пешті в інституті для дочок заможних сімей. Вона вільно володіла іноземними мовами, грала на фортепіано, любила танцювати, проте не любила вечірок. Юлія Сендреї декламувала вірші Генріха Гейне, Джорджа Сенда тощо. Освічена леді, яка захоплювалась літературою та поезією, закохалась в поета Шандора Петефі.
Вони познайомились у Надькаролі у 1846 році. Незважаючи на протидію її сім'ї, через рік вони одружились. Коли спалахнула Угорська революція 1848 року, Петефі приєднався до армії і переїхав із сім'єю до Дебрецена. Їх син Золтан народився 15 грудня 1848 року. Шандор Петефі загинув під час битви при Сігішоара 31 липня 1849 в бою з козаками російської армії. Юлія не могла повірити і змиритися. Вона поїхала до Трансільванії шукати його. Потім звернулась з проханням дозволити поїздку в Туреччину: там сподівалась знайти чоловіка. Але Юлії відмовили у виїзді за кордон. Тоді вона звернулась до давнього друга Арпада Хорвата за підтримкою. У 1850 році вони одружилися, про що жінка згодом жалкувала.
Шендрі народила чотирьох дітей для Хорвата. Стосунки з первістком, сином Шандора Петефі Золтаном, погіршилися. Юнак жив своїм життям, як його батько. Золтан помер від туберкульозу у 1870 році у двадцятидворічному віці. У 50-х роках Юлія написала кілька віршів, переклала кілька казок Ганса Крістіана Андерсена.

## Останні роки життя
Її другий шлюб також закінчився трагедією. У неї діагностували рак шийки матки. У 1867 році вона розлучилася зі своїм чоловіком і переїхала до невеликої квартири в Пешті, яку фінансував її батько. У своєму щоденнику вона написала, що другий чоловік змушував виконувати «шлюбний обов'язок» навіть після того, як лікар попередив його, що вона хвора. Юлія померла у 1868 році. На смертному одрі вона продиктувала лист батькові. Вона писала: « Жінка ще не відчула такого щастя, яке я відчувала, коли була разом зі своїм Шандором. Я була його королевою, він обожнював мене, і я обожнював його. Ми були найщасливішою парою в світі».
Батько не дозволив Хорвату поховати її, сам влаштував похорон. Через 60 років після смерті Петефі вона була покладена на відпочинок з рештою членів сім'ї Петефі на кладовищі Керепесі. Напис на гробниці ідентифікує її як дружину Шандора Петефі, хоча вона померла як дружина Арпада Хорвата

## Пам'ятки
В Угорщині є кілька статуй Юлії Сендрей. У 2018 році її статуя була встановлена в Копенгагені біля будівлі посольства Угорщини.

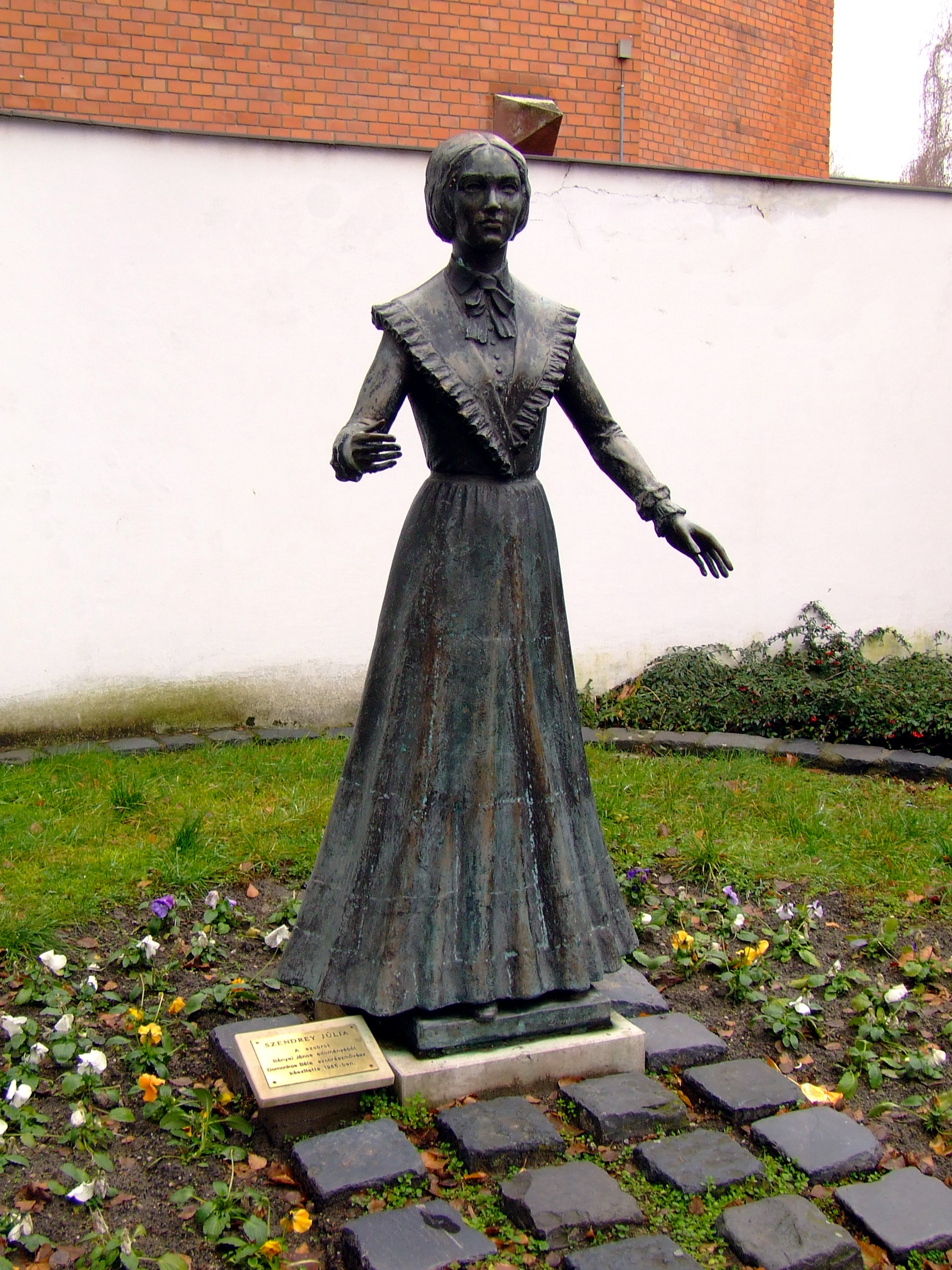
Статуя Сендреї у Кішкйорйоші